# Georg Christoph Silberschlag
Georg Ludwig Christoph Silberschlag (* 14. Juli 1731 in Aschersleben; † 11. Juli 1790 in Stendal) war ein deutscher Naturwissenschaftler und Lehrer. Er entdeckte die Atmosphäre der Venus.

## Leben
Der Sohn des Arztes und Apothekers Johann Esajas Silberschlag und dessen erster Frau Katharina Rebekka geb. Waldmann hatte die erste Ausbildung in seiner Heimatstadt erhalten. Silberschlag war wie sein Halbbruder Johann Esaias Silberschlag zunächst Schüler und dann Lehrer am Kloster Berge bei Magdeburg. Von 1747 bis 1750 besuchte er die Schule und zwischen 1753 und 1762 war er an der Einrichtung als Lehrer tätig. Dazwischen studierte er an der Universität Halle. Auch er war neben seiner Tätigkeit naturwissenschaftlich tätig. Sein Interesse galt insbesondere der Astronomie.
Am 6. Juni 1761 beobachtete er gemeinsam mit Heinrich Wilhelm Bachmann im Observatorium des Klosters Berge den Durchgang der Venus vor der Sonne. Hierbei stellte er eine diffuse helle Aura um die Venus fest, die er als erster als dichte Atmosphäre interpretierte. Seine Arbeitsergebnisse veröffentlichte er am 13. Juni 1761 in der Magdeburgisch Privilegierten Zeitung. Hierbei stellte er auch Spekulationen über mögliches Leben auf der Venus an.
Im Jahr 1762 war er als Pfarrer erst in Engersen, 1763 in Stendal als Oberpfarrer in der St. Petrikirche tätig, 1771 war er dritter Pfarrer an der Dreifaltigkeitskirche in Berlin. Er waltete ferner als Inspektor der Königlichen Realschule in Berlin und 1779 in Stendal und wurde Generalsuperintendent der Altmark und Prignitz.
In der Stadt Magdeburg wurde später eine Straße als Silberschlagstraße benannt.

## Beteiligung im Fragmentenstreit
Im Fragmentenstreit, einer hauptsächlich zwischen Gotthold Ephraim Lessing und Johann Melchior Goeze geführten theologischen Auseinandersetzung, ergriff auch Silberschlag das Wort. Mit der Schrift „Antibarbarus oder Verteidigung der Christlichen Religion und des Verfahrens des evangelischen Lehramts im Religionsunterrichte  gegen und wieder die Einwürfe neuerer Zeiten“  tat er seine Meinung kund.
In der Schrift klagt er, dass es Lessing möglich gewesen wäre, wesentlich höherwertiges Material aus der umfangreichen Bibliothek von Wolfenbüttel, welche er betreute, veröffentlichen hätte können. Stattdessen griff dieser zu den Fragmenten, welche Silberschlag als „über alle Maßen schlecht geraten“ bezeichnet.
Die Fragmente werden als größte Sammlung von Schmähungen und Lästerungen wider die Religion sowie als Angriff auf christliche Wahrheiten, die zwar nicht der Religion aber sehr wohl den Gläubigen schaden angesehen. Den Titel seines Schreibens, Antibarbarus, erläutert er damit, dass die Fragmente eine Barbarei seien, folglich sei seine Gegenschrift als Antibarbarus zu bezeichnen.
Lessing bezeichnet den Begriff Barbar in seinem Antwortschreiben als Erfindung der Philosophie, von welchem die wahre Religion sich herleitet, im Gegensatz zu Silberschlags Definition eines Menschen mit grober Unwissenheit und groben Sitten.  Aufgrund seiner eigenen Erläuterung zeigt Lessing sich stolz, ein Barbar zu sein, nur als unehrlich will er deshalb nicht angesehen werden.

## Werke
- Neue Theorie der Erde, oder ausführliche Untersuchung der ursprünglichen Bildung der Erde, nach den Berichten der heiligen Schrift und den Grundsätzen der Naturlehre und Mathematik. Berlin 1764, (Online)
- Ausgesuchte .Klosterbergische Versuche in den Wissenschaften der Naturlehre und Mathematik. Berlin 1768 (Online)
- Zeit und Ewigkeit. mit einander verglichen. Berlin 1771
- Psychologische Untersuchung über den Seelenzustand des Menschen in den Jahren seines Unterrichts. Berlin 1771
- Ueber den Endzweck des Jünglings; ein Programm. Berlin 1771
- Ueber diejenigen Kenntnisse des menschlichen Verstandes, die mit dem Dasein der Seele von ewiger Dauer sind; ein Programm. Berlin 1772
- Ueber die Gabe, richtig zu denken; ein Programm. Berlin 1773
- Ueber das Verhalten der Menschen gegen die ihnen einleuchtende Gewissheit der geoffenbarten göttlichen Wahrheit; ein Programm. Berlin 1773
- Ob das, was wir Schwachheiten des menschlichen Verstandes nennen dem Verstande oder der Vernunft zuzuschreiben sei; ein Programm. Berlin 1774
- Ueber die Erkenntniß der geoffenbarten göttlichen Wahrheit; ein Programm. Berlin 1774
- Ueber den Einfluß der Einsichten in die Gesinnungen der Menschen, ein Programm. Berlin 1775
- Von der Selbsterkenntniss; ein Programm. Berlin 1775
- Von der Unsicherheit der menschlichen Meinungen; ein Programm. Berlin 1776
- Von den aus Zweifel und Gewißheit entstehenden Verpflichtungen ein Programm. Berlin 1776
- Vom wahren Christenthum und dessen Gründen und Eigenschaften. Berlin 1777. 2 Teile
- Antibarbarus, oder Vertheidigung der christlichen Religion und des evangelischen Lehramts im Religionsunterricht gegen und wider die Entwürfe neuerer Zeiten. Berlin 1778–1779. 2 Teile
- Pastoralsentenzen. Berlin 1779
- Von den Nachstellungen des Teufels; eine Predigt über l Psalm, 5. 8. 9. Berlin 1779
- Der Ruf zum Predigtamte, und die dabei auf Seiten des Patr. und Kandidaten zu beobachtenden Pflichten. Stendal 1781
- Die wahre Beschaffenheit der Leidensgeschichte Jesu, erläutert und bewiesen. Stendal 1787
- Nachrichten von dem See bey Arendsee in der Altmark. (mit Plan von dem Faulen See, bey Gentzien und dem Arendseeschen See, bei dem Städtchen Arendsee, in der Altemarck. 1786.) – In: Schriften der Gesellschaft naturforschender Freunde zu Berlin. Achten Bandes Erstes Stück., Berlin 1787, S. 225–235. (Nachdruck für Arbeitsgemeinschaft Der Arendsee zum Dritten See-Symposium von Olaf Meußling, Ansbach 2000)